# Euphysa tentaculata
Euphysa tentaculata är en nässeldjursart som beskrevs av Linko 1905. Euphysa tentaculata ingår i släktet Euphysa och familjen Euphysidae. Arten är reproducerande i Sverige. Inga underarter finns listade i Catalogue of Life.